# SBM (野球)
SBMは、2009年に確立された秋山幸二監督政権下の福岡ソフトバンクホークスにおける攝津正（S）、ブライアン・ファルケンボーグ（B）、馬原孝浩（M）という3人のリリーフ投手を指す用語である。BをファルケンボーグのボーグのBと取り上げる新聞社などもある。
2009年シーズンより、ルーキーの攝津、新外国人のファルケンボーグ、以前から守護神を務めていた馬原がセットでリリーフ起用されるようになったことで、ソフトバンクは試合中盤までにリードし、残り数イニングをこの3投手の継投で逃げ切るという勝ちパターンを作り上げた。
2010年には甲藤啓介が加わり、甲藤の背番号48を加えてAKB48をもじった「SBM48（フォーティーエイト）」となった。また、森福允彦を加え森福のニックネームである「ちょめ」と同時期にAKB48が味覚糖のぷっちょのCMキャラクターに起用され、「AKB48ちょ」というキャッチフレーズが用いられたのをもじった「SBM48ちょ」、さらに金澤健人を加え「火消しっクス」などと呼ばれることもある。

## SBM誕生
2008年、ホークスは篠原貴行、三瀬幸司など往年の中継ぎ投手が衰えを隠せずにリリーフ陣が崩壊（同年の救援防御率は12球団最下位の4.42）、12年ぶりの最下位に終わった。オフに王貞治監督が勇退し、秋山幸二新監督の元、前年崩壊した中継ぎ陣の整備が急務となった。特にリーグを代表する守護神、馬原へ繋ぐセットアッパーの確立が求められた。
故障から回復した左腕の神内靖、前年ルーキーながら40試合に登板した久米勇紀、ベテランの水田章雄などが候補に挙げられていたが、オープン戦で11試合に登板し無失点を記録したルーキーの攝津がセットアッパーに指名される。攝津は安定した投球で幾度と無くピンチを救い、その地位を確立した。さらに新外国人のファルケンボーグが負け試合や大差がついたゲームに登板、開幕から交流戦まで自責点0という完璧なピッチングを見せ、馬原孝浩に繋ぐセットアッパー2枚看板が誕生した。
5月頃には、攝津→ファルケンボーグ→馬原のリレーが姉妹会社の「ソフトバンクモバイル」にあやかって「SBM」と呼ばれるようになり、6月には公式の名称として定着。不動の勝利の方程式となった。
しかしWBCの影響からか馬原孝浩の不調が明らかで、直球のシュート回転と制球難に苦しんでいた。SBMに次ぐリリーフ陣の中では水田が好投を見せていたものの、久米の戦線離脱、三瀬の不調などで本来勝ちゲームで投げるべきである攝津がビハインドや大差の展開でも登板するなど、SBMにかかる負担は大きくなっていった。
結果、夏場に肘を故障したファルケンボーグが帰国（終盤に復帰するも不調）、馬原も9月11日の楽天戦で鉄平にグランドスラムを打たれ6失点するなど安定を欠くようになる。チーム成績も降下し楽天に追い上げられ3位に終わった。
攝津はこの年パ・リーグ新人最多登板記録となる70試合に登板し、最優秀中継ぎ投手、新人王を獲得。ファルケンボーグもホールドで攝津に次ぐリーグ2位につけた。
| 選 手            | 登 板 | 勝 利 | 敗 戦 | セ ｜ ブ | ホ ｜ ル ド | 勝 率 | 打 者 | 投 球 回 | 被 安 打 | 被 本 塁 打 | 与 四 球 | 敬 遠 | 与 死 球 | 奪 三 振 | 暴 投 | ボ ｜ ク | 失 点 | 自 責 点 | 防 御 率 | W H I P |
| ---------------- | ----- | ----- | ----- | -------- | ----------- | ----- | ----- | -------- | -------- | ----------- | -------- | ----- | -------- | -------- | ----- | -------- | ----- | -------- | -------- | ------- |
| 攝津正           | 70    | 5     | 2     | 0        | 34          | .714  | 321   | 79.2     | 51       | 3           | 35       | 2     | 1        | 102      | 3     | 0        | 13    | 13       | 1.47     | 1.08    |
| ファルケンボーグ | 46    | 6     | 0     | 1        | 23          | 1.000 | 199   | 51.2     | 39       | 1           | 9        | 0     | 1        | 62       | 1     | 0        | 11    | 10       | 1.74     | 0.93    |
| 馬原孝浩         | 53    | 4     | 3     | 29       | 4           | .571  | 253   | 58.1     | 58       | 5           | 19       | 0     | 2        | 67       | 5     | 0        | 21    | 14       | 2.16     | 1.32    |

## 2010年「SBM48」へ
2010年のシーズンは、前年不調にあえいだ馬原が復活、守護神として抜群の安定感を取り戻す。またファルケンボーグも前年度以上の圧倒的なピッチングを見せ8回9回の安定感は12球団でも屈指のものとなった。心配された攝津も前年ほどの安定感はないものの十分な投球を見せていた。しかし先発陣の層の薄さから攝津が2試合に一度以上のペースで登板しており、攝津・ファルケンボーグの負担を減らすため、もう1枚のカードが必要なことは明らかだった。
そこで白羽の矢が立ったのが入団5年目の甲藤啓介だった。開幕直後から主にビハインドの場面を任されていた甲藤は、その時点で防御率は決して良くはなかったが、制球力の向上が評価されたか、4月27日の楽天戦で1点差の7回という本来攝津の登板機会の場面に起用される。甲藤はこの場面を見事に無失点で切り抜け、首脳陣の期待に応えた。その後も甲藤は見違えるように安定感のある投球を見せるようになり、主に僅差のビハインド、攝津やファルケンボーグの代役として、3人目のセットアッパーとしての地位を築いた。
SBMに甲藤が加わったことで、「SBMK」や「KSBM」のような新たな呼び方が提唱されたが、語呂の悪さからなかなか定着せずにいた。そこに、甲藤の背番号48から当時人気が高まっていたアイドルグループ「AKB48」にあやかっての「SBM48」という呼び名がTwitter、スポーツ紙等で用いられるようになり、語呂の良さから公式的な愛称となった。なお、甲藤の入場曲はシーズン途中からAKB48の「会いたかった」に変更されている。
かくして結成された「SBM48」だったが、長いイニングを任せられる先発投手が杉内俊哉、和田毅の2名しかおらず、和田も完投はシーズン1度というチーム事情もあって人数がそろっても4人合わせて250試合ペースという登板過多は相変わらずだった。ビハインドの場面ではシーズン途中オリックスから移籍した金澤健人が任されることが多く駒は増えていたが、特にシーズンを通じて投げるのが初めての甲藤は後半やや疲れを見せ始めていた。
そんな中、主に敗戦処理や左のワンポイントとして登板していた森福允彦が8月半ばから調子を上げ、特に8月26日のオリックス戦では延長11回・12回に5者連続三振を奪うなどと好投。その翌日のロッテ戦でも5回一死満塁の場面を火消し役として見事に抑えプロ初勝利を飾る。待望の左腕リリーフとして一気に台頭した。この森福の台頭により、森福のニックネームが「ちょめ」であったこともあり、同時期にAKB48が味覚糖のぷっちょのCMキャラクターに起用され、「AKB48ちょ」というキャッチフレーズが用いられたのをもじった「SBM48ちょ」（えすびーえむふぉーてぃーえいちょ）、さらに金澤を加えて「火消シックス」、「SBM48貯金」などという新呼称も一部メディアで用いられたが定着しなかった。
最終的に42ホールドポイントで攝津（4勝38ホールド）とファルケンボーグ（3勝39ホールド）が最優秀中継ぎ投手を受賞した。また、攝津は2年連続で70試合以上登板を記録した。
| 選 手            | 登 板 | 勝 利 | 敗 戦 | セ ｜ ブ | ホ ｜ ル ド | 勝 率 | 打 者 | 投 球 回 | 被 安 打 | 被 本 塁 打 | 与 四 球 | 敬 遠 | 与 死 球 | 奪 三 振 | 暴 投 | ボ ｜ ク | 失 点 | 自 責 点 | 防 御 率 | W H I P |
| ---------------- | ----- | ----- | ----- | -------- | ----------- | ----- | ----- | -------- | -------- | ----------- | -------- | ----- | -------- | -------- | ----- | -------- | ----- | -------- | -------- | ------- |
| 攝津正           | 71    | 4     | 3     | 1        | 38          | .571  | 315   | 82.1     | 52       | 3           | 21       | 2     | 5        | 89       | 1     | 0        | 23    | 21       | 2.30     | 0.89    |
| ファルケンボーグ | 60    | 3     | 2     | 1        | 39          | .600  | 230   | 62.0     | 39       | 0           | 8        | 0     | 0        | 83       | 1     | 0        | 10    | 7        | 1.02     | 0.76    |
| 馬原孝浩         | 53    | 5     | 2     | 32       | 2           | .714  | 246   | 60.2     | 54       | 1           | 12       | 0     | 1        | 49       | 3     | 0        | 12    | 11       | 1.63     | 1.09    |
| 甲藤啓介         | 65    | 2     | 0     | 0        | 15          | 1.000 | 324   | 76.0     | 66       | 3           | 23       | 3     | 9        | 74       | 1     | 0        | 29    | 25       | 2.96     | 1.17    |
| 森福允彦         | 36    | 3     | 1     | 0        | 5           | .750  | 188   | 48.2     | 34       | 5           | 10       | 1     | 3        | 45       | 0     | 0        | 17    | 14       | 2.59     | 0.91    |
| 金澤健人         | 38    | 1     | 1     | 0        | 1           | .500  | 201   | 46.2     | 40       | 3           | 18       | 0     | 3        | 30       | 1     | 0        | 18    | 15       | 2.89     | 1.24    |

## 2011年「SBM48」解体
2011年は開幕前に甲藤が故障で離脱、攝津が先発に転向することからSBM48が解体されることとなった。しかし、中継ぎ陣には巨人から藤田宗一が移籍、大場翔太が中継ぎに転向したため彼らの名前の頭文字である「S」をとってSBMは再結成される可能性もあったが、藤田は二軍生活が長く、大場は先発に再転向したためならなかった。
かくしてSBMは解体されたが、杉内俊哉と和田毅の二枚看板に攝津が加わることで先発陣は厚みを増した。さらにホールトンがこの年19勝を挙げ最多勝を獲得するなど、杉内・和田・攝津・ホールトンの四人は四本柱と呼ばれる活躍を見せた。山田大樹や岩嵜翔、大場翔太ら若手も台頭し、終盤には谷間で先発するようになった大隣憲司も好投。先発投手が8人で、チーム防御率2.32という12球団最強の先発陣を作り上げた。
6月26日の北海道日本ハムファイターズ戦（ヤフードーム）で先発した攝津が7回を投げ、8回をファルケンボーグ、9回を馬原が抑える変則SBMが初めて完成した。この試合では攝津が12奪三振、ファルケンボーグが3奪三振、馬原が2奪三振とSBM最多の17個の三振を奪った。
SBM解体について野球評論家の小関順二は「中継ぎ陣で勝ってきたチームなので攝津の先発転向は得策ではない」という趣旨の発言を、元東北楽天ゴールデンイーグルス監督の野村克也は「攝津の先発転向を決断した秋山監督の手腕を評価する」という趣旨の発言をそれぞれ著書でおこなっている。これは先発が比較的弱いとされていたチームの弱点を、去年同様中継ぎ陣の厚さでカバーすべきという小関の意見と、反対に先発を強化することで中継ぎ陣にかかる負担を減らしてしまうと言う野村の案が真っ向から対立しており、ネット上などで話題となった。
結果として、攝津は先発で14勝を挙げ先発転向は成功した。懸念された中継ぎ陣はファルケンボーグ・馬原がそれぞれ離脱したものの、森福・金澤が前年以上の奮闘を見せ、左右の中継ぎとしての地位を確立。金澤はファルケンボーグと馬原の不在時はクローザーを務めるなど自己最高の成績を収めた。ファルケンボーグは馬原の代役としてクローザーを務め、19セーブを挙げた。馬原も前半戦は不調だったものの終盤に復帰し、活躍した。そのほか吉川輝昭が以前の金澤の位置で登板することが多くなり、中盤にファルケンボーグの故障に伴い獲得したヤンシー・ブラゾバン、先発再転向前の大場翔太らの活躍もあり、SBM解体をまったく感じさせないシーズンV2の原動力となった。
CSでは攝津が第二戦に先発し勝利を挙げると、その後は中継ぎとして待機したが3戦で終了したこともあり登板機会はなく、SBM復活はならなかった。日本シリーズでも攝津が第三戦に登板しチームの連敗を止める勝利を挙げ、中一日でセットアッパーで７回に登板したが今度は馬原孝浩の不調、森福の好投もありSBMは復活しなかった。しかしこのように大一番では攝津がフル回転で中継ぎに回される事もあり、中継ぎとしての信頼も揺るぎのないものとなっている。事実、攝津は第7戦で胴上げ投手になっている。